# Javier García Lomelí
Javier García Lomelí (* 2. Januar 1943 in Juanacatlán, Jalisco) ist ein ehemaliger mexikanischer Fußballspieler, der als Rechtsaußen agierte.

## Leben
García Lomelí erhielt seine erste fußballerische Ausbildung im Nachwuchsbereich seines Heimatvereins Club Deportivo Juanacatlán. Noch in der Jugend wechselte er zum benachbarten Großstadtverein Club Deportivo Oro, bei dem er 1962 auch seinen ersten Profivertrag erhielt. Sein Debüt in der höchsten mexikanischen Spielklasse bestritt er am 29. Juli 1962 beim 1:1 gegen Deportivo Toluca. Am Ende seiner ersten Saison 1962/63 gewann er mit dem Club Deportivo Oro dessen einzigen Meistertitel der Vereinsgeschichte, wobei die Mannschaft erst am letzten Spieltag durch einen 1:0-Erfolg gegen den Stadtrivalen und damaligen „Serienmeister“ Deportivo Guadalajara in der Tabelle an diesem vorbeiziehen konnte.
Wegen der starken Konkurrenz beim Club Deportivo Oro erhielt García Lomelí keinen neuen Vertrag und konnte erst 1966 seine Profikarriere fortsetzen, nachdem er durch die Unterstützung des ebenfalls in Juanacatlán geborenen Leopoldo Barba Cortés einen Vertrag beim Aufsteiger Jabatos de Nuevo León erhielt, für den er während der gesamten drei Jahre von dessen Erstligazugehörigkeit bis zur Saison 1968/69 spielte. Wegen seiner überzeugenden Leistungen bei den Jabatos wurde García Lomelí sogar in den erweiterten Kader der  mexikanischen Olympiaauswahl für das im eigenen Land ausgetragene olympische Fußballturnier 1968 aufgenommen, auch wenn er letztendlich nicht teilnehmen konnte.
Seinen ersten Treffer in der höchsten Spielklasse erzielte er für die Jabatos am 24. September 1967 zum entscheidenden 4:2-Sieg in der 85. Minute beim Lokalrivalen CF Monterrey. Ein Jahr später unterlief ihm am 3. August 1968 beim 1:5 gegen denselben Gegner ein Eigentor.
Der Abstiegskampf der Saison 1968/69 war an Dramatik kaum zu überbieten. Nachdem die Jabatos die Saison punktgleich mit seinem vorherigen Verein Club Deportivo Oro auf den beiden letzten Tabellenplätzen beendet hatten, wurde ein Entscheidungsspiel über den Klassenverbleib erforderlich, das am 6. März 1969 im Aztekenstadion von Mexiko-Stadt ausgetragen wurde und nach 120 Minuten 1:1 endete. Weil das Reglement kein Elfmeterschießen vorsah, wurde am 9. März 1969 ein zweites Entscheidungsspiel erforderlich, das ebenfalls unentschieden nach Verlängerung (diesmal 2:2) endete. Somit wurde am 13. März 1969 ein drittes Spiel erforderlich, das Oro durch ein Tor von Bernardino Brambila in der 89. Minute (!) mit 1:0 gewann. Dieser Sieg bedeutete für Oro den Klassenerhalt und die Rückstufung der Jabatos nach dreijähriger Erstligazugehörigkeit in die zweite Liga.
Zur Saison 1969/70 wechselte García Lomelí zum CF Torreón, bevor er anschließend noch jeweils zwei Jahre bei den Erstligisten CF Monterrey und Tiburones Rojos Veracruz sowie zuletzt beim Zweitligisten Club Deportivo Tampico unter Vertrag stand. 

## Erfolge
- Mexikanischer Meister: 1962/63